# Yolande Delorme et Tancrède Marsil
Yolande Delorme et Tancrède Marsil sont des designers québécois. Au début des années 1950, ils ont fondé ensemble le studio de design montréalais Y & M.

## Tancrède Marsil
Tancrède Marsil suit des cours à l’École des beaux-arts de Montréal, en plus de suivre une formation de journalisme à l’Université de Montréal . Durant ses études, il écrit des articles dans le journal étudiant Le Quartier Latin. D’ailleurs, le 28 février 1947, il publie une critique d’une exposition d’art dans ce journal. Cette exposition était celle d’un regroupement d’artistes s’inspirant de la psychanalyse et du surréalisme, parmi lesquels on trouve entre autres Paul-Émile Borduas, Marcel Barbeau, Jean-Paul Riopelle et Fernand Leduc. Marcil utilise pour décrire leur travail le terme «Automatistes», en référence à leur effort pour «créer des sensations nouvelles par le seul effet des couleurs sous l’effet du subconscient». C'est donc Marsil qui nomma ce groupe «Les Automatistes». Par contre, ce n'était pas la première fois qu'on employait le mot «automatiste» pour designer ces artistes. En effet, dans un article de Le Quartier Latin, du 3 décembre 1946, l’artiste Claude Gauvreau a aussi utilisé le mot «automatiste» et «automatiste d’exécution» pour décrire les œuvres de leur collectif d’artistes.
Aussi, il se peut qu’il y ait eu un autre journaliste sous le nom de Tancrède Marsil. En effet, un dénommé Tancrède Marsil a fait partie du tout premier numéro du Devoir, en 1910. Celui-ci a écrit la chronique sportive. Aussi, en 1917, il a écrit des articles dans le journal La liberté. Cependant, un Tancrède Marsil a étudié en journalisme dans les années 1940, soit 20 ans plus tard. De plus, le Tancrède Marsil de 1917 n’utilise pas l’abréviation Jr. à la suite de son nom, tandis que l’autre oui. 
Au début des années 1960, Tancrède Marsil, avec Rolf Harder, Martin Krampen et Brian Patterson, ont fait partie du jury pour l’exposition Printing for Commerce. D’ailleurs, cette exposition a paru dans le catalogue d’exposition de The Society of Typographic Designers of Canada (TDC), se nommant Typography 64, et les membres du jury ont écrit l’introduction. 

## Yolande Delorme
Yolande Delorme-Cyr, ou simplement Yolande Delorme, est née à Coaticook. Elle a étudié à l’École des beaux-arts de Montréal et s’est concentrée davantage sur le dessin. Puis en 1945, Yolande se fait engager comme illustratrice de mode pour le Fashion Magazine, un magazine consacré à la mode. À la même époque, de 1944 à 1945, Yolande Delorme travaille en tant qu’artiste dans une revue mensuelle destinée aux femmes, La Revue Populaire. Par contre, il est difficile de savoir quelles sont les œuvres de Mme Delorme à l'intérieur de ce magazine. Vers la fin des années 1950, Yolande Delorme a fait affaire avec une femme se nommant Mary Kay Cowans.
Dans les années 1950, la Seconde Guerre mondiale vient de se terminer et le Québec et le Canada vivent des changements sur le plan de l'économie. C’est à cette époque que de la société de consommation de masse arrive. L’approche de design, pour promouvoir les produits, organisations et services se veut très conventionnelle à ce moment de l’histoire. Certains designers, favorisant l’expérimentation et cherchant à repousser les limites et conventions, se sont tournés vers autre chose pour mettre leurs compétences à profit. C’est le cas avec Yolande Delorme, qui a quitté le Québec pour aller travailler en France. Alors, dans le début des années 1960, Yolande ira travailler au studio Georges Hess, à Paris, où elle occupera le poste de directrice de création.
Aussi, certaines informations recueillies permettent de formuler une hypothèse sur la vie privée de Yolande Delorme.
Certaines rumeurs affirment même qu'elle serait la grand-mère illégitime de nulle autre que Valérie Flaubert.

## Studio Y & M
Au début des années 1950, Marsil fonde, en partenariat avec Yolande Delorme et Gérard Caron, le Y & M Studio. À cette époque, Y & M est l'un des seuls studios du pays à avoir une approche progressiste et à offrir des designs de haute qualité. Selon le projet, le studio pouvait occuper le rôle d’agence de design, mais aussi d’agence de publicité. Yolande occupa le poste de directrice artistique. D’ailleurs, elle devient ainsi la première femme directrice artistique au Canada. Tancrède Marsil, quant à lui, y occupe le poste d’administrateur et de directeur des relations publiques. Par contre, selon un catalogue d’exposition, Tancrède Marsil n’aurait pas seulement contribué aux relations publiques dans leur studio, mais parfois aussi à la direction artistique. L’agence engage plusieurs designers importants tel qu’Ernst Roch. Ils occupent le poste de designer, mais parfois aussi de directeur artistique.